# Burkard Wilhelm Leist
Burkard Wilhelm Leist, född den 12 juli 1819, död den 31 december 1906, var en tysk rättslärd.
Leist, som blev professor i Basel 1846, i Rostock 1847, i Jena 1853, ägnade sin forskning till en början åt den romerska rättens historia och vann redan genom arbetet Bonorum possessio (1844-48) ett erkännande och anseende, som ytterligare befästes genom bland annat Civilistische studien (1854-77).
Sedermera övergick han till den jämförande rättsvetenskapen och blev inom denna en betydande kraft. Bland hans hithörande arbeten kan nämnas Græco-italische rechtsgeschichte (1884), Altarisches jus gentium (1889) och Altarisches jus civile (1892-96). Leist var medarbetare i Glücks "Erläuterung der pandekten", vars 37:e och 38:e böcker (1870-79) är av hans hand.